# Lista de vice-governadores do Acre
Esta é uma lista de vice-governadores do estado do Acre no pós-Estado Novo.

## Titulares do cargo
| Ordem | Lista de vice-governadores do Acre    | Início do mandato     | Fim do mandato        | Cidade onde nasceu | Unidade federativa | Notas de rodapé       | Ref.        |
| ----- | ------------------------------------- | --------------------- | --------------------- | ------------------ | ------------------ | --------------------- | ----------- |
| 01    | Alberto Barbosa da Costa              | 15 de março de 1971   | 15 de março de 1975   | Rio Branco         | Acre               | [ nota 2 ]            | [ 1 ]       |
| 02    | Omar Sabino de Paula                  | 15 de março de 1975   | 15 de março de 1979   | Manoel Urbano      | Acre               |                       |             |
| 03    | José Fernandes Rego                   | 15 de março de 1979   | 15 de março de 1983   |                    |                    |                       |             |
| 04    | Iolanda Ferreira Lima Fleming         | 15 de março de 1983   | 14 de maio de 1986    | Manoel Urbano      | Acre               | [ nota 3 ] [ nota 4 ] |             |
| 05    | Edison Simão Cadaxo                   | 15 de março de 1987   | 2 de abril de 1990    | Boca do Acre       | Amazonas           | [ nota 3 ]            |             |
| 06    | Romildo Magalhães da Silva            | 15 de março de 1991   | 17 de maio de 1992    | Feijó              | Acre               | [ nota 5 ]            |             |
| 07    | Labib Murad                           | 1º de janeiro de 1995 | 1º de janeiro de 1999 |                    |                    |                       |             |
| 08    | Edison Simão Cadaxo                   | 1º de janeiro de 1999 | 7 de outubro de 2002  | Boca do Acre       | Amazonas           | [ nota 6 ]            | [ 2 ]       |
| 09    | Arnóbio Marques de Almeida Júnior     | 1º de janeiro de 2003 | 1º de janeiro de 2007 | São Paulo          | São Paulo          |                       |             |
| 10    | Carlos César Correia de Messias       | 1º de janeiro de 2007 | 1º de janeiro de 2011 | Cruzeiro do Sul    | Acre               | [ nota 7 ]            | [ 3 ]       |
| 10    | Carlos César Correia de Messias       | 1º de janeiro de 2011 | 1º de janeiro de 2015 | Cruzeiro do Sul    | Acre               | [ nota 7 ]            | [ 3 ]       |
| 11    | Maria Nazareth Melo de Araújo Lambert | 1º de janeiro de 2015 | 1º de janeiro de 2019 | Rio de Janeiro     | Rio de Janeiro     |                       | [ 4 ]       |
| 12    | Wherles Fernandes da Rocha            | 1º de janeiro de 2019 | 1º de janeiro de 2023 | Rio Branco         | Acre               | [ nota 8 ]            | [ 5 ] [ 6 ] |
| 13    | Mailza Assis da Silva                 | 1º de janeiro de 2023 | em exercício          | Mundo Novo         | Mato Grosso do Sul | [ nota 9 ]            |             |

Legenda
| Cor     | Significado                                                                                |
| Verde   | Mandatários eleitos por votação direta ou indireta (por escolha da Assembleia Legislativa) |
| Amarelo | Mandatários eleitos indiretamente segundo as regras do Regime Militar de 1964              |

### Galeria

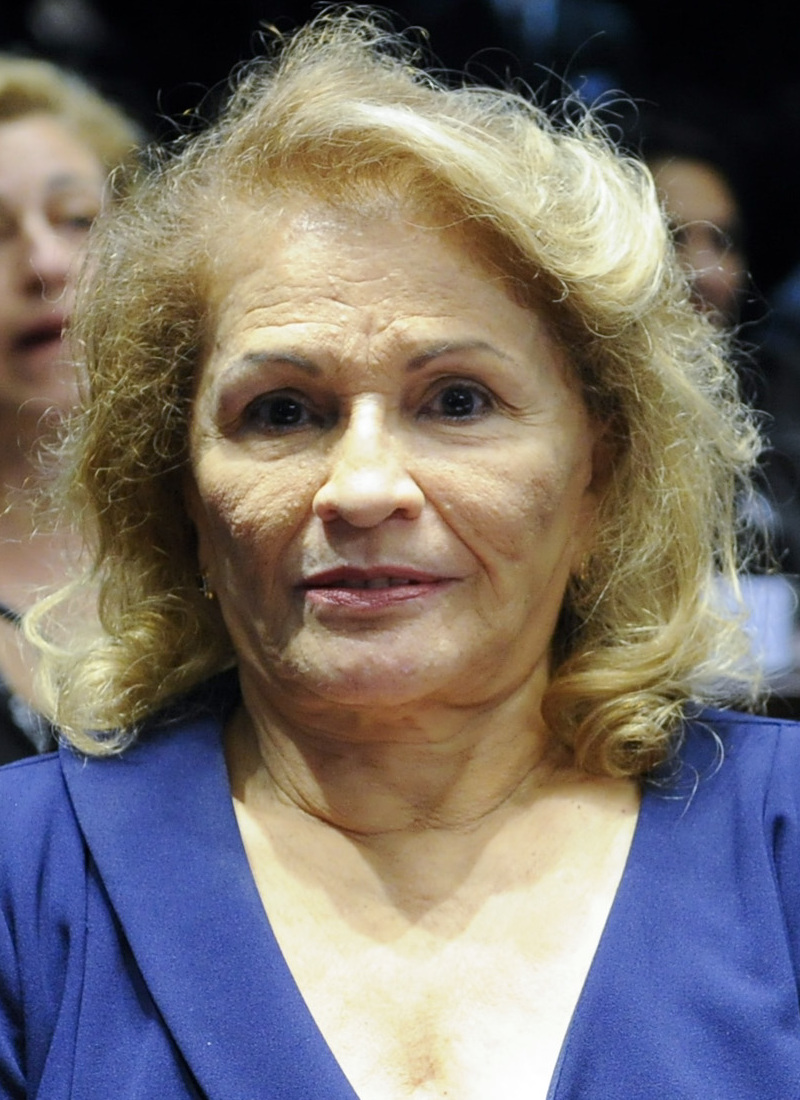
Iolanda Fleming 1983–1986
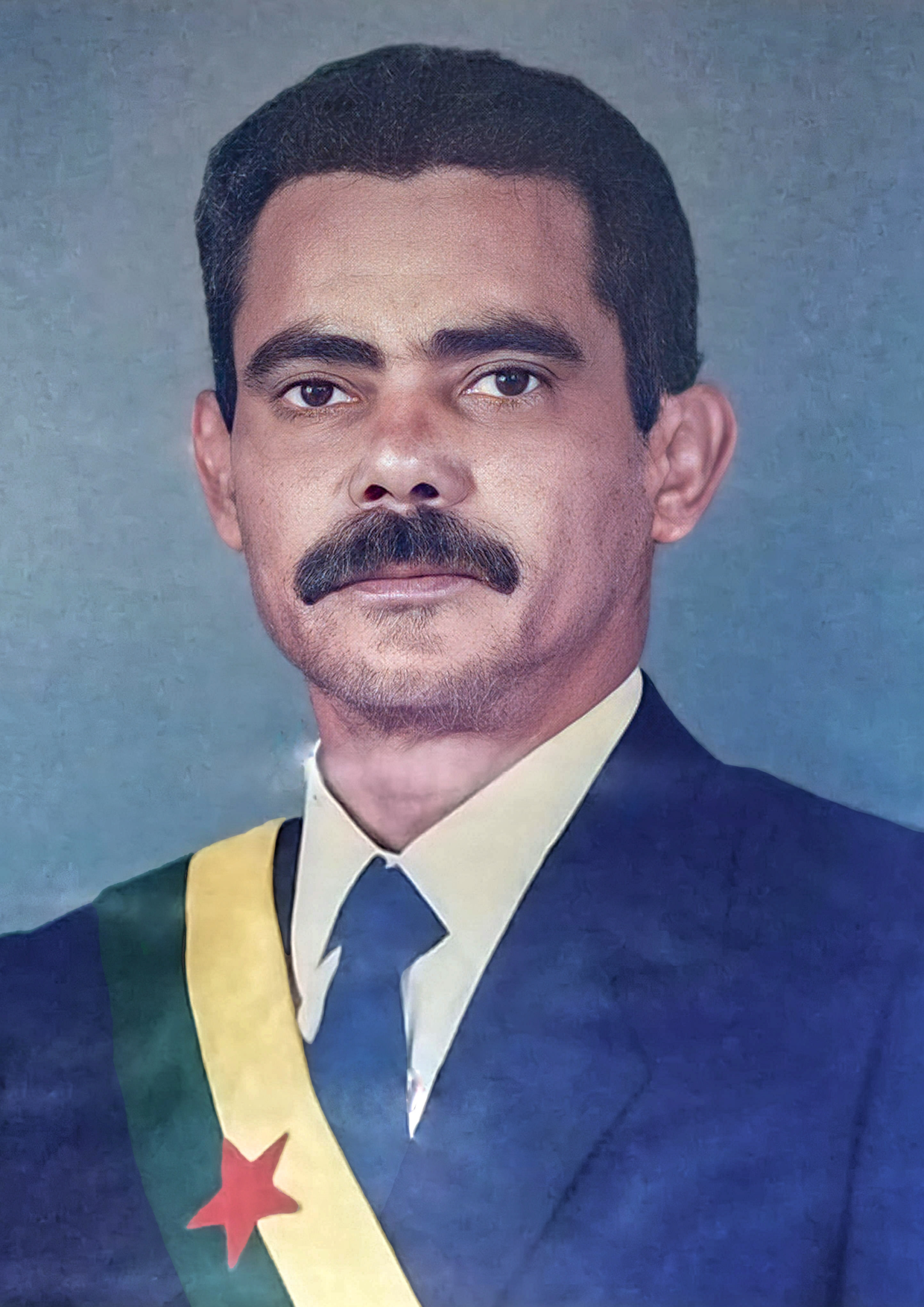
Romildo Magalhães 1991–1992
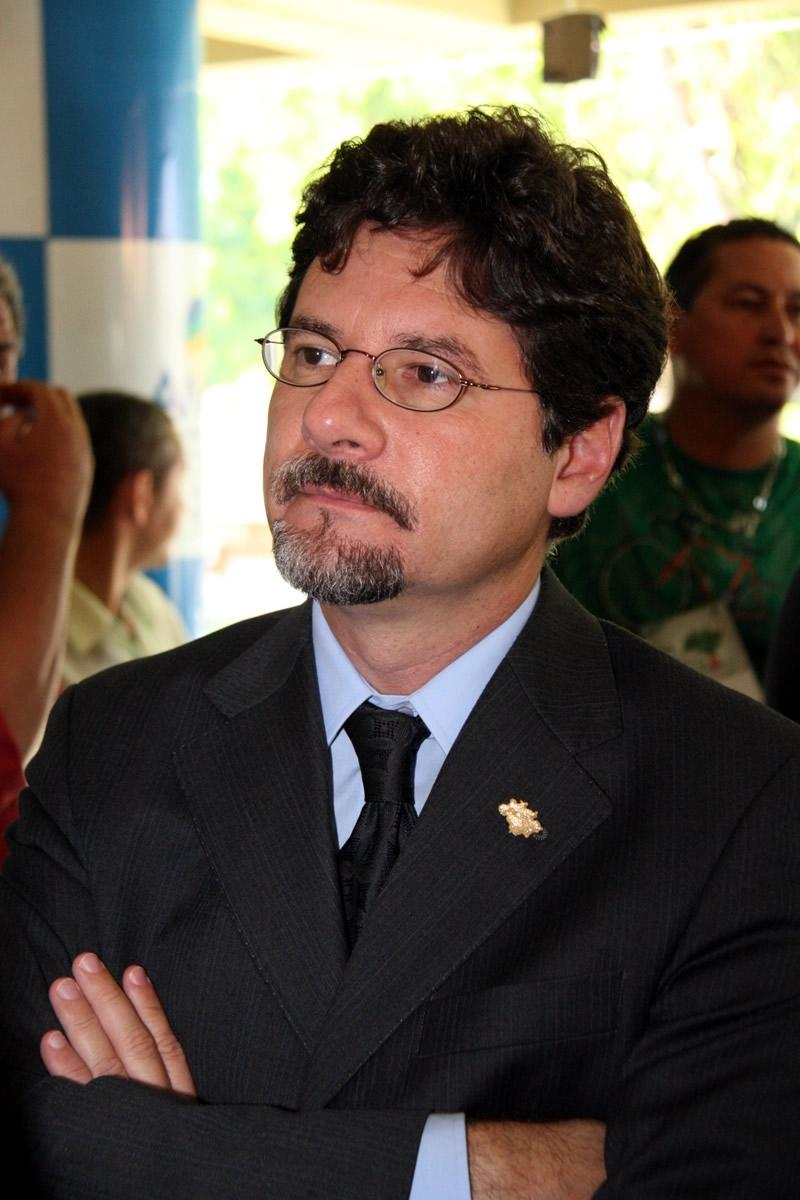
Binho Marques 2003–2007
César Messias 2007–2015
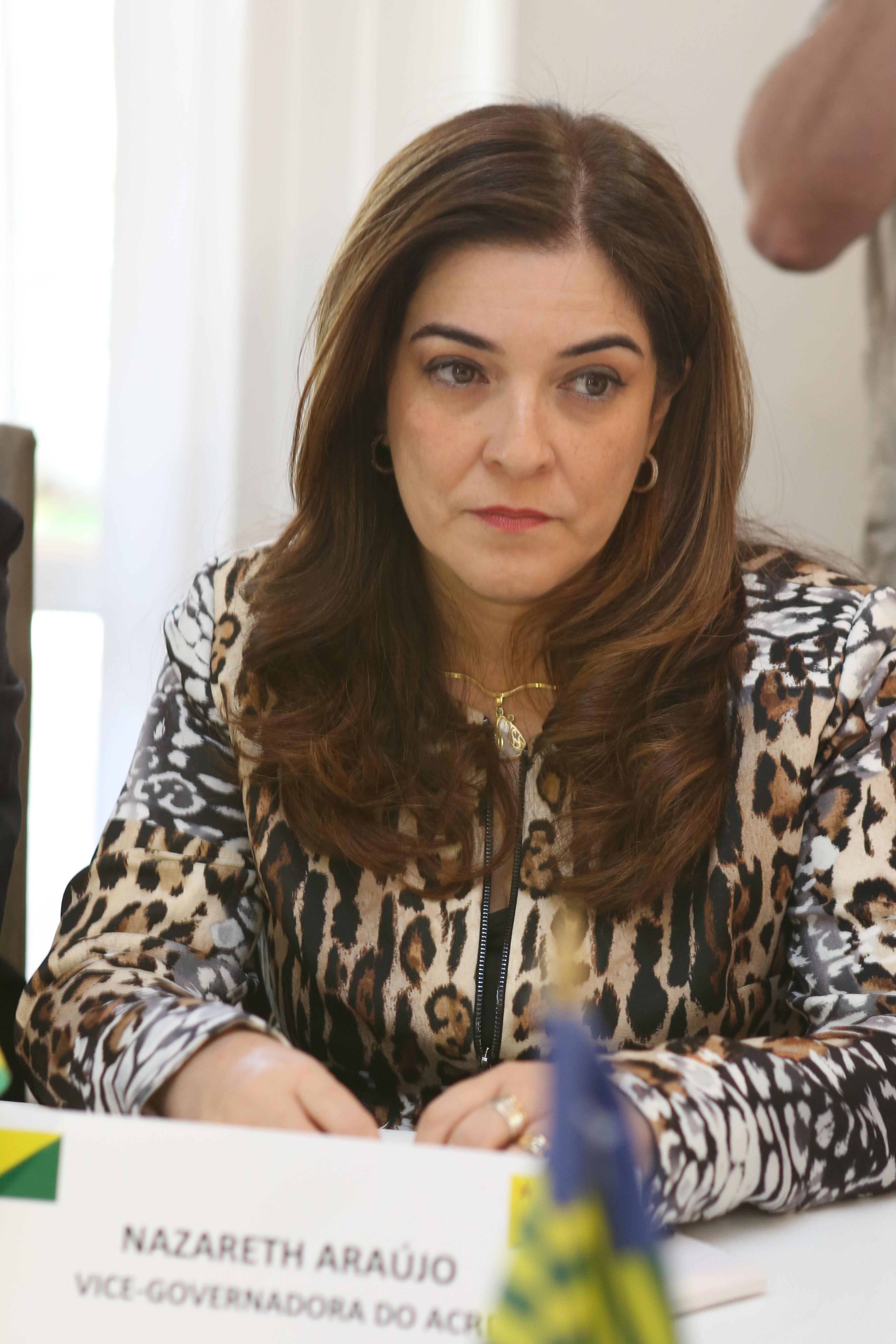
Nazareth Araújo 2015–2019
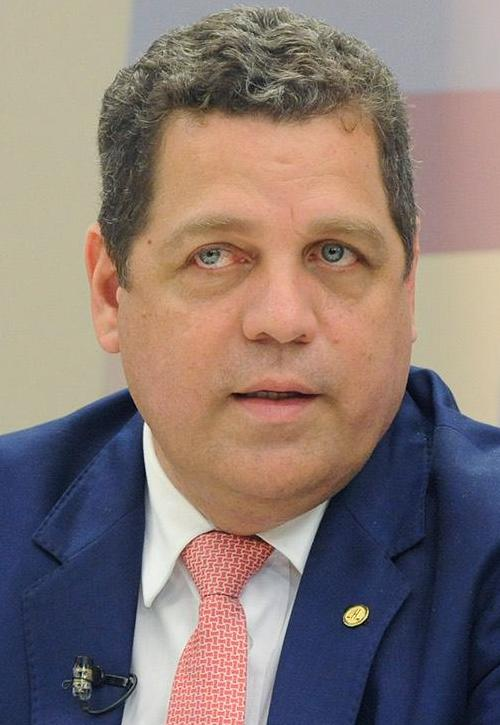
Major Rocha 2019–2023
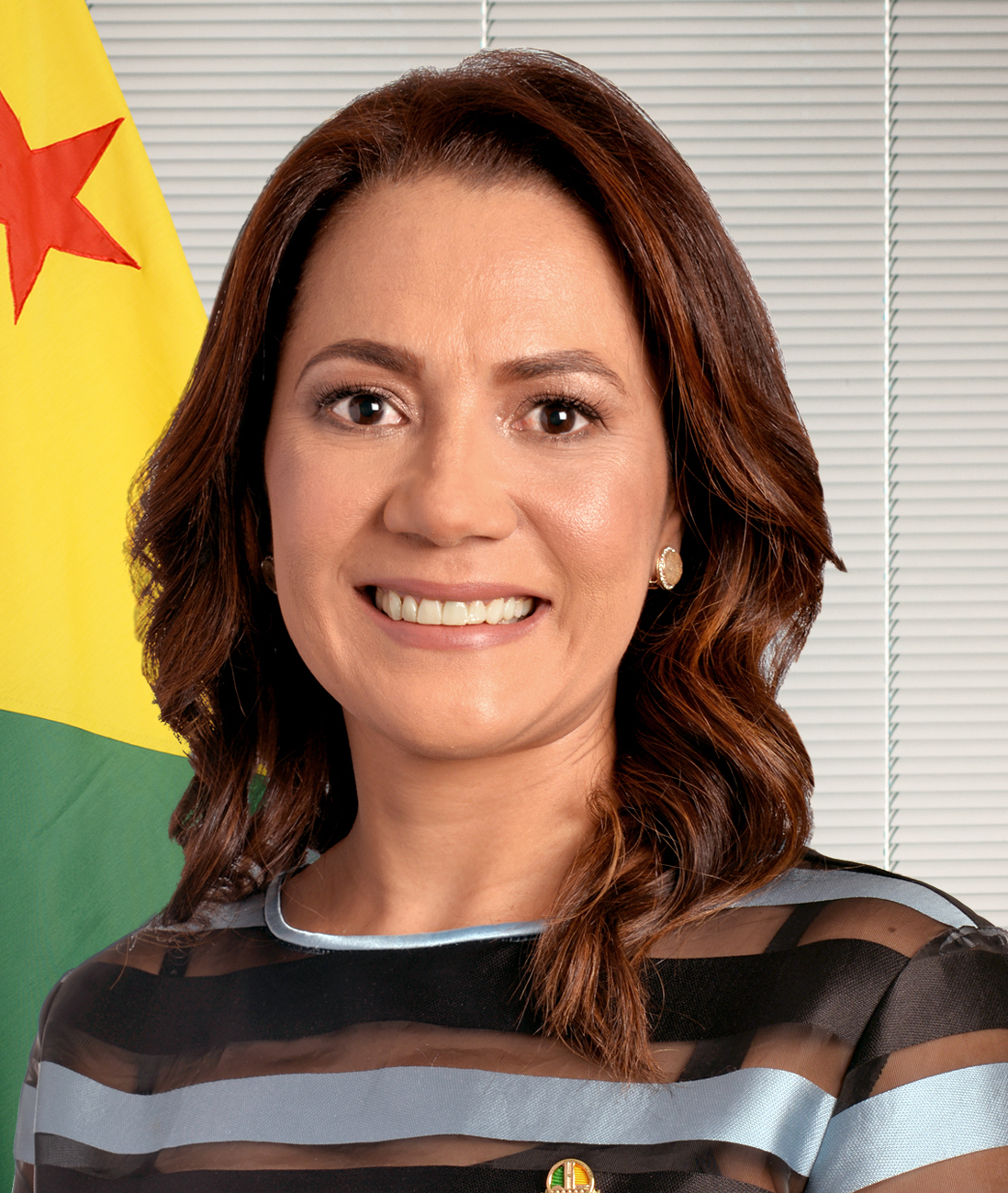
Mailza Gomes 2023–presente